# Referendum costituzionale in Irlanda del 2008
Il referendum costituzionale in Irlanda del 2008 si tenne il 12 giugno ed ebbe ad oggetto la ratifica del Trattato di Lisbona.
Prevalsero i contrari col 53,4%; si sarebbe trattato del ventottesimo emendamento della Costituzione irlandese.
L'emendamento sarebbe stato successivamente approvato col referendum costituzionale del 2009.

## Modifiche del testo
Abrogazione dell'articolo 29.4.9: Lo Stato non adotterà una decisione presa dal Consiglio europeo per stabilire una difesa comune ai sensi dell'articolo 1.2 del Trattato citato nel comma 7 di questo articolo e ciò che comporterebbe per lo Stato.
Abrogazione dell'articolo 29.4.11: Lo Stato può ratificare l'accordo per quanto riguarda i brevetti della Comunità elaborati fra gli stati membri delle Comunità e firmato a Lussemburgo il 15 dicembre 1989.
Articolo 29.4.10: Lo Stato può ratificare il Trattato di Lisbona che emenda il Trattato sull'Unione Europea ed il Trattato che istituisce la Comunità Europea, firmato a Lisbona il 13 dicembre 2007 e può essere membro dell'Unione Europea applicandolo.
Articolo 29.4.11: Nessuna misura di questa Costituzione invalida le leggi promulgate, per ottemperare agli obblighi provenienti dall'adesione all'Unione Europea citato nel comma 10 di questa sezione, o impedisce agli atti dell'Unione Europea o delle sue istituzioni o dagli enti competenti nell'ambito dei trattati citati di avere forza di legge dello Stato.
Articolo 29.4.12: Lo Stato può osservare le deroghe previste dagli articoli 1.22, 2.64, 2.65, 2.66, 2.67, 2.68 e 2.278 del Trattato citato al comma 10 di questi capitolo ed agli articoli 1.18 e 1.20 del protocollo 1 annesso al Trattato, ma qualsiasi applicazione di tali deroghe sarà conforme alla preventiva approvazione parlamentare.
Articolo 29.4.13: Lo Stato può esercitare la deroga per fissare che il protocollo relativo alla posizione del Regno Unito e dell'Irlanda rispetto agli Accordi di Schengen, alla sicurezza ed alla giustizia annesse al Trattato sull'Unione Europea(TUE) ed al Trattato sul Funzionamento dell'Unione Europea (TFUE), precedentemente conosciuto come il Trattato che istituisce la Comunità Europea (TCE), in tutto o in parte, cesserà di applicarsi allo Stato, ma qualsiasi applicazione delle deroghe sarà conforme all'approvazione parlamentare.
Articolo 29.4.14: Lo Stato approva le decisioni, i regolamenti o altri atti riportsti qui sotto:
1. L'articolo 1.34 (b) (iv),
2. L'articolo 1.56 (finché si riferisce all'articolo 48.7 del Trattato citato in comma 4 di questa sezione),
3. L'articolo 2.66 (finché si riferisce al secondo comma dell'articolo 65.3 del Trattato sul funzionamento di Unione Europea),
4. L'articolo 2.67 (finché si riferisce al sottoparagrafo (d) dell'articolo 69A.2, del terzo comma dell'articolo 69B.1 e dei paragrafi 1 e 4 dell'articolo 69E del Trattato sul funzionamento di Unione Europea),
5. L'articolo 2.144 (a),
6. L'articolo 2.261 (finché si riferisce al secondo comma dell'articolo 270a.2 del Trattato sul funzionamento di Unione Europea),
7. L'articolo 2.278 (finché si riferisce all'articolo 280H del Trattato sul funzionamento di Unione Europea), del Trattato citato in comma 10 di questa sezione e può anche acconsentire alla decisione nell'ambito della seconda frase del secondo comma dell'articolo 137.2 del Trattato sul funzionamento di Unione Europea (come emendato dall'Article 2.116 (a) del Trattato si sono riferiti a nella sottosezione detta 10), ma l'accordo a qualsiasi decisione, regolazione o atto sarà conforme alla previa approvazione parlamentare.
Articolo 29.4.15: Lo Stato non adotterà la decisione presa dal Consiglio europeo che istituisce la difesa comune ai sennsi:
1. dell'articolo 1.2 del Trattato si è riferito a in comma 7 di questa sezione,
2. L'articolo 1.49 del Trattato in riferimento al comma 10 di questa sezione, in cui la difesa comune avrebbe compreso lo Stato.

## Contesto
Il Ventottesimo emendamento fu proposto Fianna Fáil e dai Democratici Progressisti allora al governo e fu appoggiato anche dall'Alleanza Irlandese per l'Europa, dal Fine Gael e da una parte del Partito Verde mentre vi si opposero l'altra parte dei Greens, dallo Sinn Féin, dal Partito dei Lavoratori, dal Partito Socialista e dall'Alleanza per la Pace e la Nutralità.

## Risultati
| Preferenza           | Voti      | %     |
| -------------------- | --------- | ----- |
| No                   | 862.415   | 53,4  |
| Sì                   | 752.351   | 46,6  |
| Totale               | 1.614.766 | 99,62 |
| Schede bianche/nulle | 6.171     | 0,38  |
| Votanti              |           | 53,13 |
| Elettori             | 3.051.278 |       |

## Seguito
Il Ventottesimo emendamento è stato poi approvato con un secondo referendum: il referendum costituzionale del 2009 ha infatti consentito l'approvazione da parte del Parlamento del Trattato di Lisbona.